# Peille
Peille é uma comuna francesa na região administrativa da Provença-Alpes-Costa Azul, no departamento Alpes Marítimos. Estende-se por uma área de 43,16 km², com 2 045 habitantes, segundo os censos de 1999, com uma densidade de 47 hab/km².